# پروبشتایرهاگن
پروبشتایرهاگن (به آلمانی: Probsteierhagen) یک شهر در آلمان است که در پلون واقع شده‌است. پروبشتایرهاگن ۲٬۰۲۸ نفر جمعیت دارد.